# 張秀吉
張秀吉（？—2013年11月），朝鲜民主主义人民共和国政治人物及軍人，官至朝鲜人民军中將及朝鮮勞動黨中央行政部副部長，也是張成澤的親信。於2013年11月疑因張成澤失勢而被處死。

## 生平
外界對張秀吉的事跡所知不多。據報導指，他是朝鲜民主主义人民共和国国防委员会人民保安部出身，2012年8月，他參加平壤大同江瓷磚工廠竣工儀式而初次被朝鲜民主主义人民共和国傳媒報導。2013年2月，他获晋升為朝鲜人民军中將。同時，他還被指派負責朝鮮勞動黨中央行政部的賺取外匯任務。然而，在2013年11月，張秀吉和朝鮮勞動黨中央行政部第一副部長李龍河忽然因腐敗和反黨罪名而被處死，分析相信這與其上司張成澤失勢有關。